# Karl von Hohl

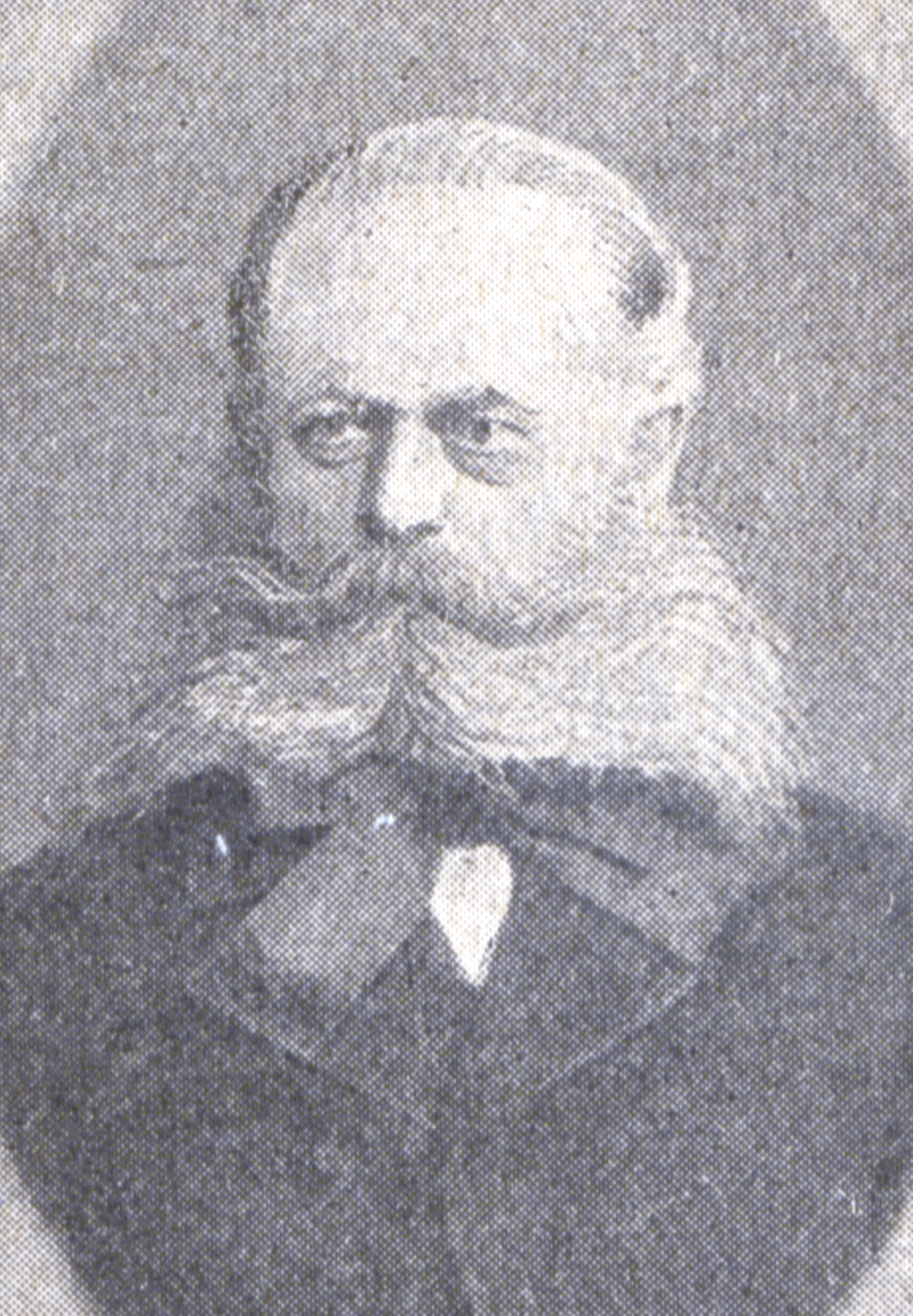
Karl von Hohl, um 1895

Karl Borromäus Hohl, ab 1880 von Hohl, (* 11. August 1825 in Ohmenheim; † 27. Mai 1899 in Stuttgart) war ein deutscher  Jurist und Politiker.

## Beruf
Karl Hohl studierte Ab 1843 an der Universität Tübingen zunächst Philologie, dann ab 1844 katholische Theologie und schließlich ab 1846 Jura. 1850 und 1852 bestand er die beiden höheren Justizdienstprüfungen und trat dann  in den württembergischen Justizdienst ein. Hohl begann seine Laufbahn als Hilfsrichter und Gerichtsaktuar an verschiedenen württembergischen Gerichtsstandorten. Von 1858 bis 1862 war er Oberjustizassessor beim Gerichtshof in Ulm, von 1862 bis 1866 Oberamtsrichter in Geislingen an der Steige und  von 1866 bis 1869 Oberjustizrat beim Zivilsenat des Gerichtshofes in Ulm. Ab 1869 war er zehn Jahre lang Kreisgerichtsrat beim Kreisgerichtshof in Stuttgart, ehe er im Oktober 1879 zum Landgerichtsdirektor am Landgericht Stuttgart aufstieg. 1884 ließ er sich vom Richteramt entbinden, um den Schwerpunkt auf seine politische Arbeit legen zu können. Im März 1895 wurde er mit dem Titel eines Staatsrats in den Ruhestand versetzt.

## Politik
Karl Hohl besaß von 1872 bis zu seinem Tode 1899 ununterbrochen ein Mandat in der württembergischen Kammer der Abgeordneten, das er bei den Wahlen im Oberamt Geislingen gegen eine jeweils schwankende Zahl von Gegenkandidaten stets behaupten konnte. Er organisierte die Landespartei, mit er die regierungstreuen und konservativ ausgerichteten, mehrheitlich katholischen, Abgeordneten vereinte. Da es in Württemberg keinen Kulturkampf gab, sahen die Katholiken erst im Jahre 1895  die Notwendigkeit der Gründung eines eigenen württembergischen Landesverbands des Zentrums. Bis dahin waren die fortschrittlich gesinnten Abgeordneten unter den württembergischen Katholiken entweder Anhänger der demokratischen  Volkspartei oder schlossen sich im Landtag der Fraktion der Linken an. Die konservative Landespartei unterstützte im Landtag nachhaltig die Politik von Ministerpräsident Hermann von Mittnacht. Von 1882 bis 1894 war Karl Hohl Präsident der auch als Zweite Kammer bezeichneten Abgeordnetenkammer des Landtags in Stuttgart. Im Jahre 1895 trat er der nationalliberalen Deutschen Partei bei.

## Familie
Karl Hohl war der Sohn des Lehrers Joseph Hohl (1793–1869) und der Agatha Hohl geb. Egstein (1803–1854) in Ohmenheim und hatte zwölf Geschwister. Ab 1859 war er mit Mathilde Friz (1833–1898) verheiratet, von der er drei Kinder bekam. Karl Hohl gehörte der römisch-katholischen Kirche an.

## Ehrungen
- 1876 Ritterkreuz II. Klasse des Ordens der württembergischen Krone
- 1880 Ritterkreuz I. Klasse des Ordens der württembergischen Krone, mit dem die Erhebung in den württembergischen Personaladel (Nobilitierung) verbunden war
- 1884 Komenturkreuz II. Klasse des Friedrichs-Ordens
- 1885 Komenturkreuz des Ordens der württembergischen Krone
- 1889 Komenturkreuz I. Klasse des Friedrichsordens
- 1894 Großkreuz des Friedrichsordens